# Plectrohyla pachyderma
La rana arbórea semiacuática (Plectrohyla pachyderma) es una especie de anfibios de la familia Hylidae. Es endémica de México.
Sus hábitats naturales son los montanos secos y los ríos. Está amenazada de extinción por la destrucción de su hábitat natural.